# Joe Lynn Turner
Joe Lynn Turner (skraćeno JLT, Hackensack, New Jersey, 2. kolovoza 1951.), američki je hard rock pjevač i skladatelj, a najpoznatiji je po svom radu sa sastavom 
Rainbow, gitaristom Yngwieom Malmsteenom i kratkim doprinosom u sastavu Deep Purple. On je kao dijete svirao harmoniku, odrastao slušajući klasični Ritam i blues i u svojoj ranoj mladosti postao vrlo vješti gitarista.

## Rana karijera do danas
U srednjoj školi Joe osniva sastav 'Ezra', s kojim izvodi originalni materijal i cover skladbe glazbenika poput Jimia Hendrixa, sastava Free i Deep Purple. 1976. godine, Joe uživa svoj prvi veći nacionalni uspjeh s Fandangom, a sastav je opisan kao električni miks od  R&B-a, popa, countrya, jazza i melodičnog rocka. Turner je pjevao i svirao gitare na sva četiri albuma tog sastava. Fandangova turneja se održavala s brojnim glazbenim gostima, uključujući i The Allman Brothers, The Marshall Tucker Band, The Beach Boys i Billya Joela.
Nakon odlaska iz Fandangoa, Turner prima telefonski poziv od legendarnog Purpleovog i Rainbowog gitariste Ritchia Blackmorea. Blackmore je poslušao neke Turnerove snimke i impresioniran njima, odmah ga angažirao u sastav Rainbow.

### Rainbow
Dok je Rainbow bio vrlo popularan u Europi i Japanu, takvu razinu nisu uspjeli postići i u Sjedinjenim Državama, sve dok im se nije pridružio Joe Turner. S Turenrovim doprinosom (više pop-orijentiranom), sastav je vrlo brzo postigao veliki uspjeh u SAD-u. Nekoliko skladbi s albuma koje su snimljene s Turnerom, dolaze na Top 20 rock radio postaja i na razne Top ljestvice do sredine osamdesetih. Skladba "Stone Cold", postaje prvi Rainbow hit u Top 40, a snimili su i video spot koji se prikazivao na MTV-u. Turner je snimio tri studijska albuma sa sastavom Rainbow; Difficult to Cure, Straight Between the Eyes, i Bent Out of Shape, i jedan singl "Street Of Dreams". Rainbow se raspao 1984. godine, a Ritchie Blackmore odlazi u ponovno osnovani Deep Purple.
Nakon odlaska iz Rainbow, Joe objavljuje svoj solo album Rescue You, na kojemu je producent bio Roy Thomas Baker, poznat po svom radu sa sastavom 'Queen and The Cars'. Joe je zajedno s Al Greenwoodom (sastav 'Foreigner'), napisao većinu njegovih skladbi. Prvi singl "Endlessly", dobio je veliku pozornost na radiju i MTV-u.

### Yngwie Malmsteen
1988. godine, pridružio s 'Yngwieu Malmsteenu i Rising Force' i snimio s njim vrlo uspješni studijski album Odyssey, iz 1988. godine. Kratka turneja koja je pratila objavljivanje albuma, uključivala je i koncert u Lenjingradu, koji je snimljen i kasnije 1989. godine, objavljen na albumu Trial by Fire. 1989. godine napušta Malmsteena i pridružuje se svojim bivšim suparnicima Ritchieu Blackmoreu i Rogeru Gloveru u Deep Purple, kako bi zamijenio Iana Gillana, na mjestu vokala.

### Deep Purple
Joe s Deep Purpleom snima album Slaves & Masters. Album se po zvuku razlikovao od tradicionalnog Dee Purpleovog stila, i iako su generalno zvučali svježije, u cjelini Purpleovi obožavatelji nisu to najbolje prihvatili. Turneja koja je pratila album, bila je financijski vrlo uspješna ali publika nije bila zadovoljna s Turnerovom vokalnom izvedbom i njihova želja je bila da se u sastav vrati Ian Gillan. Nakon turneje, navodno na svoje i Blackmoreovo razočaranje, Turner odlazi iz sastava.

### Solo karijera
Nakon odlaska iz Deep Purplea, Turner je vrijeme posvetio radeći na svojoj solo karijeri. U isto vrijeme je radio s Glennom Hughesom na njegovom projektu "Hughes Turner Project", i s Bugarskim gitaristom Nikolom Kotzevom i njegovim sastavom 'Brazen Abbot'. Joe je također sudjelovao s Nikolom Kotzevom u rock operi 'Nikolo Kotzev's Nostradamus'. On je također objavio i tri albuma sa sastavom ' Mother's Army'. U posljednjih nekoliko godina imao je vrlo uspješan rad na studijskom projektu 'Sunstorm', a radio je i s japanskim gitaristom Akiraom Kajiyamaom na njegovom albumu Fire Without Flame. Joe Lynn Turner bio je gost emisije 'Voices Of Classic Rock', zajedno sa svojim kolegom Glennom Hughesom. U 2005. godini gostovao je na albumu The Village Lanterne od sastava 'Blackmore's Night' (sastav Ritchiea Blackmorea), gdje pjeva na bonus skladbi "Street Of Dreams", koju je izvorno napisao Blackmore u sastavu Rainbow.

## Diskografija

### Brazen Abbot
- Eye of the Storm (1996.)
- Bad Religion (1997.)
- Guilty as Sin (2003.)
- A Decade of Brazen Abbot (2004.)
- My Resurrection (2005.)

### Deep Purple
- Slaves & Masters (1990.)

### Nick Simper's Fandango
- Fandango (1977.)
- One Night Stand (1978.)
- Last Kiss (1979.)
- Cadillac (1980.)
- The Best of Fandango (1999.) samo za Japan

### Mother's Army
- Mother's Army (1993.)
- Planet Earth (1997.)
- Fire On The Moon (1998.)

### Hughes Turner Project
- HTP (2002.)
- Live In Tokyo (2002.)
- HTP 2 (2003.)

### Rainbow
- Difficult to Cure (1981.)
- Jealous Lover EP (1981.)
- Straight Between the Eyes (1982.)
- Bent Out of Shape (1983.)
- The Very Best of Rainbow (1997.)
- The Millennium Collection (2000.)
- Pot of Gold (2002.)
- All Night Long: An Introduction (2002.)
- Catch the Rainbow: The Anthology (2003.)

### Solo
- Rescue You (1985.)
- Nothing's Changed (1995.)
- Under Cover (1997.)
- Hurry Up And Wait (1998.)
- Under Cover 2 (1999.)
- Holy Man (2000.)
- Slam (2001.)
- JLT (2003.)
- The Usual Suspects (2005.)
- Second Hand Life (2007.)
- Live In Germany (2008.)

### Yngwie J. Malmsteen
- Odyssey (1988.)
- Trial by Fire (1989.)
- Inspiration (1996.)

### TNT
- Intuition (1989.)
- Realized Fantasies (1992.)

### Michael Men Project
- Made In Moscow (2005.)

### Cem Köksal
- Cem Köksal featuring Joe Lynn Turner - LIVE!! (2007.)

### Studio Projects
- Akira Kajiyama + Joe Lynn Turner - Fire Without Flame (2006.)
- Sunstorm - Sunstorm (2006.)

## Film
- 1982. Rainbow - Live Between The Eyes
- 1985. Rainbow - The Final Cut
- 1991. Deep Purple - Heavy Metal Pioneers (intervju)
- 2006. Rainbow - In Their Own Words (intervju)
- 2008. Guitar Gods - Ritchie Blackmore (intervju)

## Vanjske poveznice
- Službene stranice Joea Lynna Turnera
- Intervju Joea Lynna Turnera za RockSomething